# Ibis sacru african
Ibisul sacru african (Threskiornis aethiopicus) este o specie de ibis, o pasăre din familia Threskiornithidae. Este originar din Africa și Orientul Mijlociu. Este cunoscut mai ales pentru rolul său în religia vechilor egipteni, unde a fost legat de zeul Thot; în ciuda acestui fapt, specia este în prezent dispărută din Egipt.

## Descriere

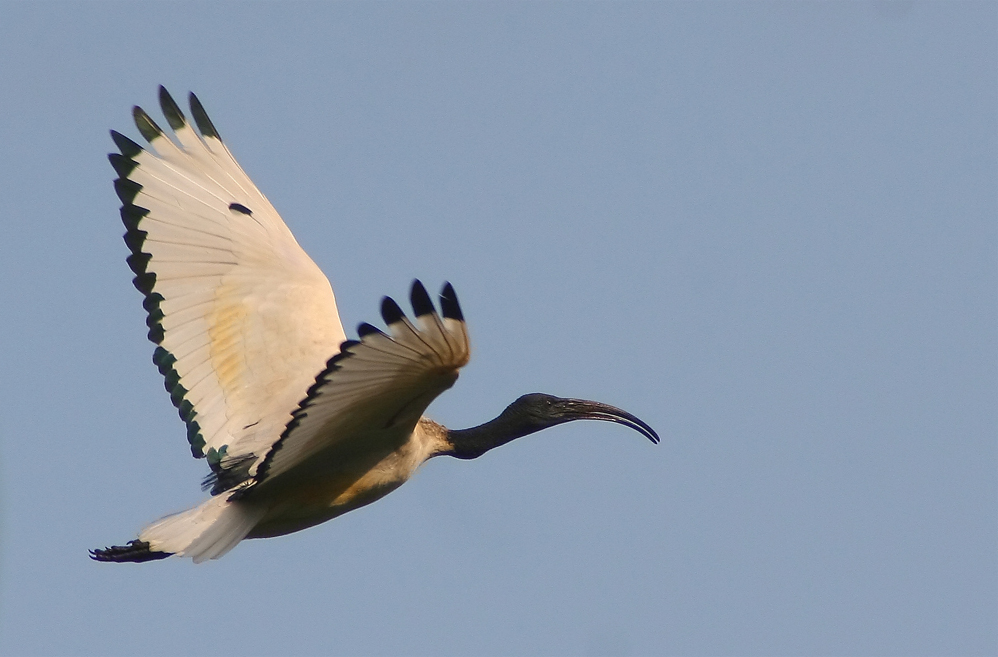
În zbor în Africa de Sud

Un individ adult are o lungime de 68 cm, cu un penaj complet alb, în afară de penele întunecate de pe crestă. Anvergura aripilor este de 112 până la 124 cm și greutatea corporală este de 1,35 până la 1,5 kg. Masculii sunt în general puțin mai mari decât femelele.
Are capul și gâtul golașe, ciocul gros și încovoiat și picioarele negre. Aripile albe arată o margine posterioară neagră în zbor. Ochii sunt căprui cu un inel orbital roșu închis. Sexele sunt similare, iar puii au un penaj alb murdar, un cioc mai mic și unele pene pe gât, scapulare maro-verzui și acoperitoarele primare mai negre.
Această pasăre este, de obicei, tăcută, doar ocazional face zgomote, spre deosebire de ruda sa vocală, ibisul hadada.

## Comportament

### Hrană
Hrana constă în principal din insecte, viermi, crustacee, moluște și alte nevertebrate, precum și pești, broaște, reptile și mamifere mici.. Poate să exploreze solul cu ciocul său lung în căutarea nevertebratelor, cum ar fi viermii. Uneori se hrănește uneori cu semințe.
S-a observat că ibisul sacru se hrănește ocazional cu conținutul ouălor de pelican sparte de vulturi egipteni în coloniile mixte de ibiși, cormorani, pelicani și berzele lui Abdim la lacul Shala din Etiopia.
Pe Insula Centrală din Lacul Turkana, s-a observat că ibișii sacri mănâncă întâmplător ouă de crocodil de Nil excavate de varanus niloticus.
În primele 10 zile de viață puii sunt hrăniți în principal cu crabi și gândaci, iar mai târziu în principal cu omizi Sphingidae și alți gândaci. În Franța, ibisul adult se hrănește în mare parte cu raci roșii de mlaștină, iar pentru pui larvele din speciile Eristalis sunt importante. Uneori își completează dieta hrănindu-se din gunoi în timpul iernii.

## Galerie

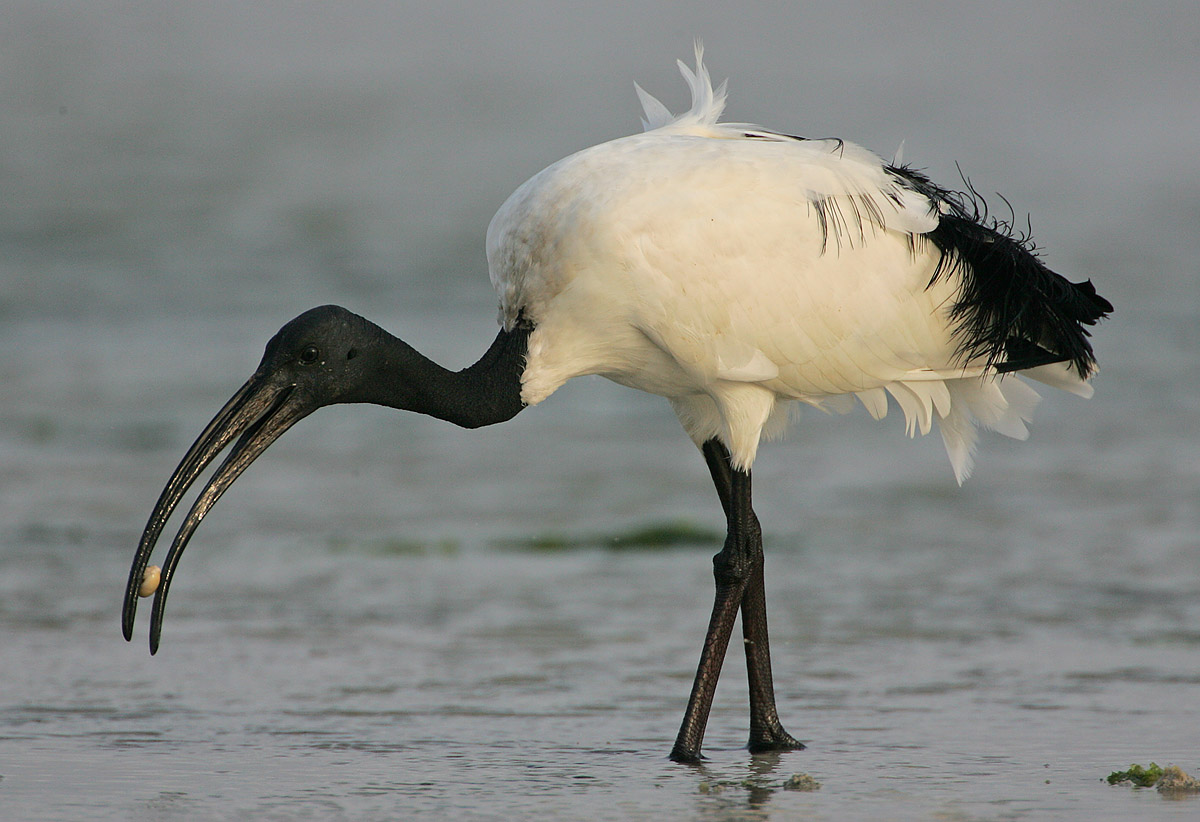
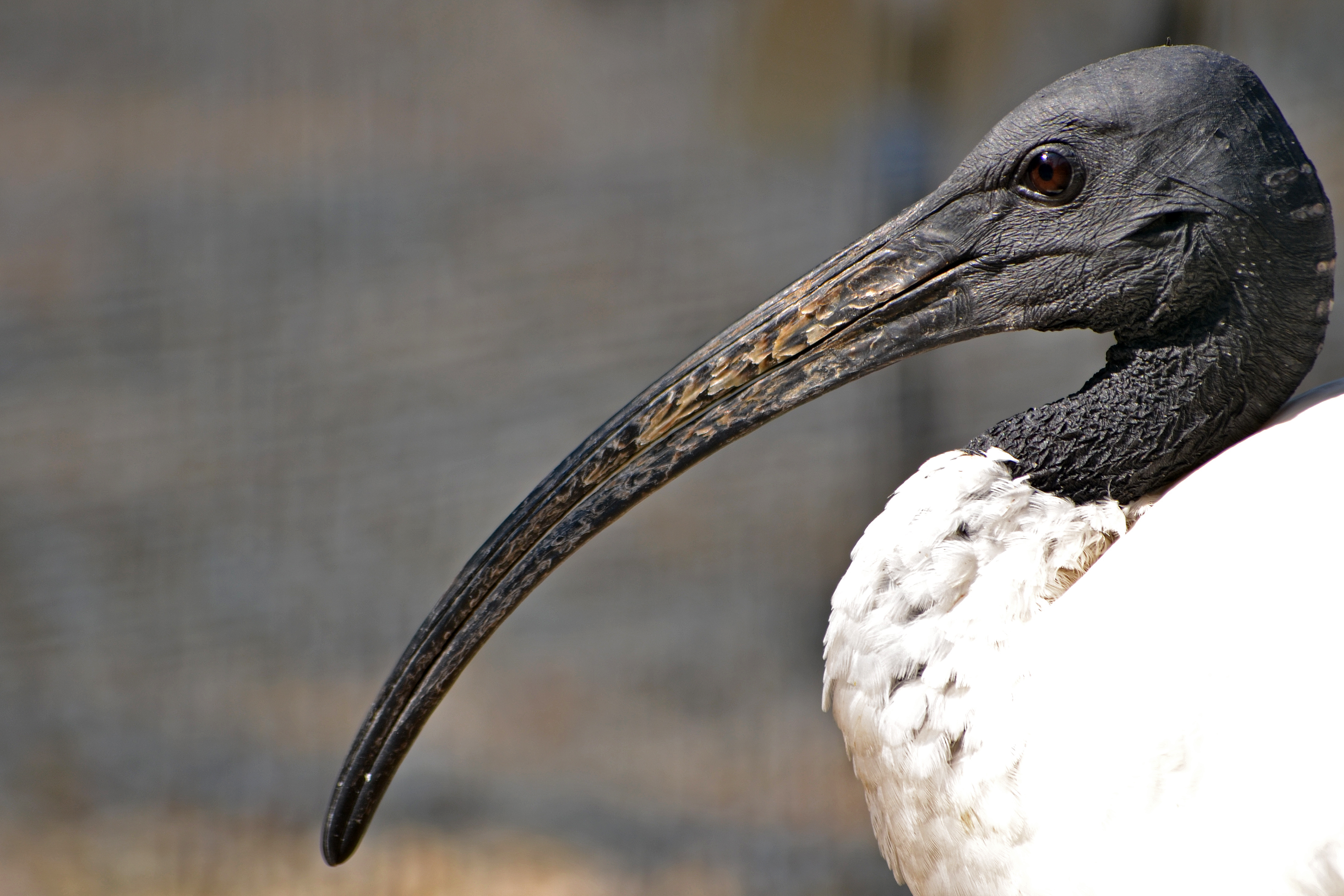
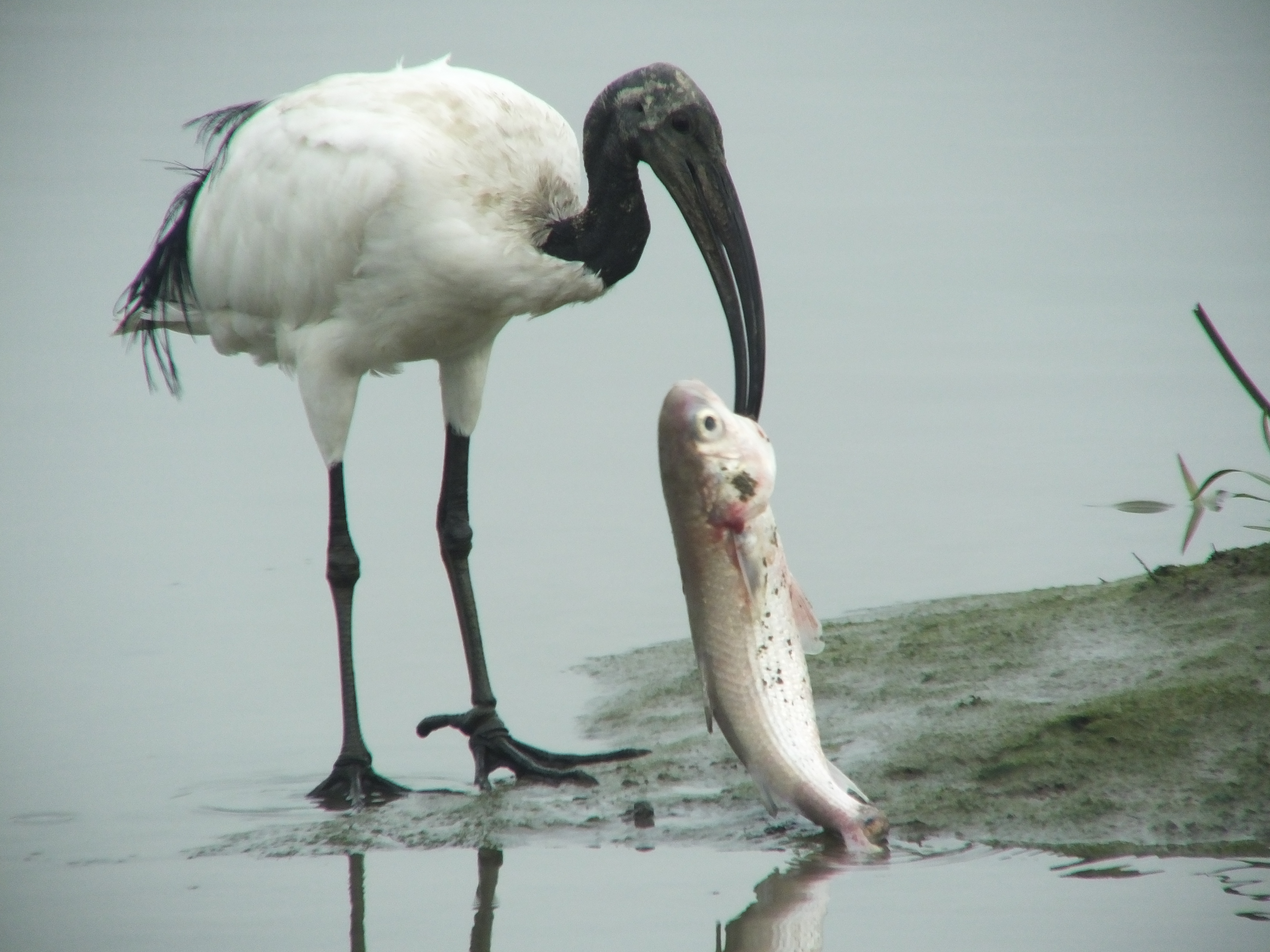